# Sterling, Alaska
Sterling är en ort (CDP) i Kenai Peninsula Borough, i delstaten Alaska, USA. Enligt United States Census Bureau har orten en folkmängd på 5 617 invånare (2010) och en landarea på 201 km².